# Kostel svatého Vavřince (Křenovice)
Kostel svatého Vavřince je římskokatolický chrám v obci Křenovice v okrese Vyškov. Je chráněn jako kulturní památka České republiky.

## Historie
První písemná zmínka o Křenovicích pochází z listiny vydané 8. května 1305.. Kostel má stavební jádro ze 13. století. Zřejmě v první polovině 14. století bylo přistavěno kněžiště s plochým stropem a věž. Koncem 18. století bylo upraveno podvěží a kostel byl zaklenut. Roku 1874 byla přistavěna sakristie, o devět roků později byla prodloužena loď kostela.

## Popis
Jde o jednolodní stavbu s odsazeným pětiboce zakončeným kněžištěm. K tomu na severní straně přiléhá hranolová věž. V hladké fasádě lodi a kněžiště jsou prolomena půlkruhová okna. Kněžiště i loď jsou zaklenuty valeně s výsečemi.

## Zařízení
Oltářní obraz Umučení svatého Vavřince pochází z roku 1802. V kostele je volně umístěna  dřevořezba Madony s dítětem, pocházející z druhé poloviny 14. století. dříve byla umístěna v mariánské kapli v sousedních Hruškách. Nejstarší zvon ve věži byl ulit roku 1819.
Jde o farní kostel farnosti Křenovice u Slavkova.